# Björn Forsberg (författare)
Björn Forsberg född 1967 är en svensk statsvetare och författare.
Forsberg disputerade 2002 på en avhandling om "miljöfrågan i tillväxtsamhället". Han profilerar sig som författare, föreläsare och folkbildare i hur tillväxten påverkar jordens miljö.
2012 gav han ut boken Omställningens tid som varnar för nuvarande utveckling med ohämmad ekonomisk tillväxt och bristande miljöhänsyn, men också pekar på möjligheterna med den så kallade "Omställningsrörelsen" eller Transitionsrörelsen.
2020 gav han ut boken Fartrusiga: om en gränslöst massmobil tid och vår fossilfria morgondag. Boken handlar om hur våra samhällen med mobilitetsrevolutioner som järnvägar, massbilism, flyg med mera genomgått en accelerationsrusning utan motstycke, men som nästan uteslutande drivs av fossila bränslen. Forsberg påtalar nödvändigheten av att växla över från fossilt till förnybart, och att detta innebär en minskande mobilitet som trots allt inte behöver vara mer dramatisk än en återgång till en "1980-talslunk".